# Bas kitara
Baskitara (ali pisano narazen: bas kitara) ali električni bas je električno štiristrunsko glasbilo. Podobna je kitari, le da imaj daljši vrat oz. daljšo menzuro in debelejše strune. Tudi uglasitev je podobna: E, A, D in G so strune od najdebelejše proti najtanjši. Strune električnega basa so uglašene oktavo nižje od standardne kitare in sicer E = 42 Hz; v notnem zapisu se zapisuje oktavo višje kot dejansko zveni. Njihova funkcija v ansamblu, orkestru ali rock zasedbi je ta, da igrajo najnižjo harmonično linijo, ki se imenuje kontrapunkt (ali kontramelodija). Leo Fender je prvo serijsko proizvedeno in najpopularnejšo baskitaro razvil leta 1951 kot nadomestilo za velik, okoren in tedaj že pretih kontrabas – to je bil model Fender Precision Bass. S pomočjo električnega basa se je tudi razvila sodobnejša in predvsem glasnejša glasba, saj kontrabas ni mogel slediti vse glasnejšim bobnom in prvim električnim kitaram ali ohranjati stabilno zvočno sliko v spodnjih registrih pri večjih glasbenih zasedbah (big band). Mnogi električnemu basu pripisujejo vodilno vlogo pri spreminjanju in ustvarjanju novih glasbenih slogov v preteklem stoletju.

## Zgodovina
Zaradi vse glasnejših bobnov in elektrifikacije kitar ter pojava prvih mikrofonov in ozvočenja v začetku dvajsetega stoletja, se je pojavila potreba po glasnejšem instrumentu, ki bi lahko nadomestil stari in okorni kontrabas. Mnogi so poskušali rešiti to problematiko. Večina zgodnjih rešitev je bila zelo podobnih in povezanih s kontrabasom, po navadi so bili to manjše verzije kontrabasa opremljene z elektro magnetom.
v 30-ih letih 20. stol. se je Paul Tutmarc, glasbenik in izumitelj iz Seattla v Washingtonu, lotil rešitve problema. Prvi prototip je bil velikosti violončela opremljen z elektro magnetom, ki je bil priključen na predelan radio. Z rešitvijo ni bil zadovoljen, zato je razvijal in razmišljal dalje. Tutmarc je tudi pionir in izumitelj električne kitare, tako je prišel do ideje da bi električni bas zasnoval za bazi njegovih električnih kitar. Tako leta 1935 zasledimo že prve kataloge ter reklame za prvi električni bas ki ga je Tutmarc izdelal. Bas je imel štiri strune uglašene oktavo nižje od kitare. Konstrukcija basa je bila iz orehovega lesa in je imel en elektromagnet nameščen pod strune. Novi bas je imel tudi prečke in  774,7mm (30,5 inch) dolgo menzuro, kar je bilo precej nenavadno saj so kontrabasi brez prečk in imajo občutno daljše menzure. Zaradi velikosti novega inštrumenta je bilo mogoče le-tega igrati v naročju oz. tako kot kitaro vodoravno in ne vertikalno kot je to v navadi pri kontrabasu. Na žalost se ta prvi izum ni prijel med množice saj je bil omejen na območje v katerem je izumitelj živel.
v 50-ih letih je Leo Fender s pomočjo Georga Fullertona razvijal prvi serisko izdelan električni bas, ki bi uspešno nadomestil kontrabas, obenem naj bi bil tudi cenovno ugodnejši in bolj dostopen širši množici. Fender je ciljal z načinom rokovanja električenga basa, ki je podoben kitarskemu tudi na kitariste, kot ciljne uporabnike, saj bi le ti lažje osvojili tehniko igranja basa in tako zapolnili pomanjkanje basistov. Leta 1951 je Fender uspešno pričel s promocijo prvega izdelka imenovanega PRECISION BASS. Fenderjeva različica električnega basa se je močno razlikovala od Tutmarcove. Podobnosti so bile seveda v številu strun in načinu rokovanja, ter enojni elektro magnet, kot odjemalec zvoka, vendar je imel Fenderjev bas daljšo menzuro  863,6 mm (34 inch). Konstrukcijsko je bil izdelan bolj enostavno in lažji za vzdrževanje. Sprva se je pojavil odpor pri tradicionalnih kontrabasistih, vendar se je že sredi 50' začel velik val zanimanja za ta novi inštrument saj je bil kot narejen za nove smernice v glasbi, ki so takrat potekale. Fender je osnovni model leta 57' še izpopolnil in mu v 60' dodal še en model imenovan JAZZ BASS. Fenderjevi stari 
električni basi so postali zelo popularni in so med najbolj uporabljenimi in kopiranimi še danes. Valu uspeha so sledili še ostali večji izdelovalci glasbil kot so Gibson, Rickenbacker, Kay, Höfner in Danelectro s svojimi različicami.
Danes je ta najnovejši član družine brenkal prevzel že mnoge oblike in izboljšave vendar se osnove, ki sta jih postavila Tutmarc in Fender niso kaj dosti spremenile.